# Jessica Dubé
Jessica Dubé (* 29. Oktober 1987 in Drummondville, Québec) ist eine ehemalige kanadische Eiskunstläuferin, die im Paarlauf startete.
Dubé begann im Alter von vier Jahren mit dem Eiskunstlaufen. Sie tritt für den Klub Drummondville CPA an. Ihr erster Partner war Samuel Tetrault. Mit ihm wurde sie 2003 kanadische Juniorenmeisterin sowie neunte der Juniorenweltmeisterschaft. Nach der Saison trennte sich das Paar. Ab 2003 bildete sie ein Paarlaufpaar mit Bryce Davison. 2004 wurden sie kanadische Juniorenmeister und 2004 und 2005 Vize-Juniorenweltmeister. Ihr Seniorendebüt bei einer internationalen Meisterschaft hatten sie bei den Olympischen Spielen 2006 in Turin und beendeten es auf dem zehnten Platz. Bei ihrer ersten Weltmeisterschaft wurden sie wenig später Siebte. In den Jahren 2007, 2009 und 2010 wurden sie kanadische Meister. Ihr größter Erfolg war der Gewinn der Bronzemedaille bei der Weltmeisterschaft 2008 in Göteborg hinter Aljona Sawtschenko und Robin Szolkowy sowie den Chinesen Dan Zhang und Hao Zhang. 2009 gewannen sie die Silbermedaille bei den Vier-Kontinente-Meisterschaften in Vancouver hinter Pang Qing und Tong Jian. Die Olympischen Spiele 2010 in Vancouver beendeten sie auf dem sechsten Platz. Trainerin des Paares ist Annie Barabé.
Das Paar hatte in seiner Karriere mit zahlreichen Verletzungen und Zwischenfällen zu kämpfen. In der Kür bei der Vier-Kontinente-Meisterschaft 2007 traf Davison seine Partnerin bei einer Pirouette mit seinem Schlittschuh im Gesicht. Sie stürzte daraufhin und schlug mit dem Gesicht auf dem Eis auf, während sich eine Blutlache bildete. Sie wurde noch in der gleichen Nacht operiert und mit 83 Stichen genäht. Davison wie auch Dubé wurden danach wegen einer Posttraumatischen Belastungsstörung behandelt.
Im April 2009 schaffte es Davison nicht, seine Partnerin bei einer dreifachen Drehhebung aufzufangen. Dubé blieb bewegungslos auf dem Eis liegen, bevor sie ins Krankenhaus gebracht wurde.
Davison leidet an Osteochondrosis dissecans, die zu einer ernsthaften Knieverletzung wurde und wegen der er sich 2010 einer Operation unterzog. Deshalb bestritt das Paar die gesamte Saison 2010/11 nicht und beendete schließlich die gemeinsame Laufbahn. Von Frühjahr 2011 bis 9. Januar 2013 lief Dubé mit Sébastien Wolfe, als beide ihre aktive Karriere beendeten.

## Weblinks

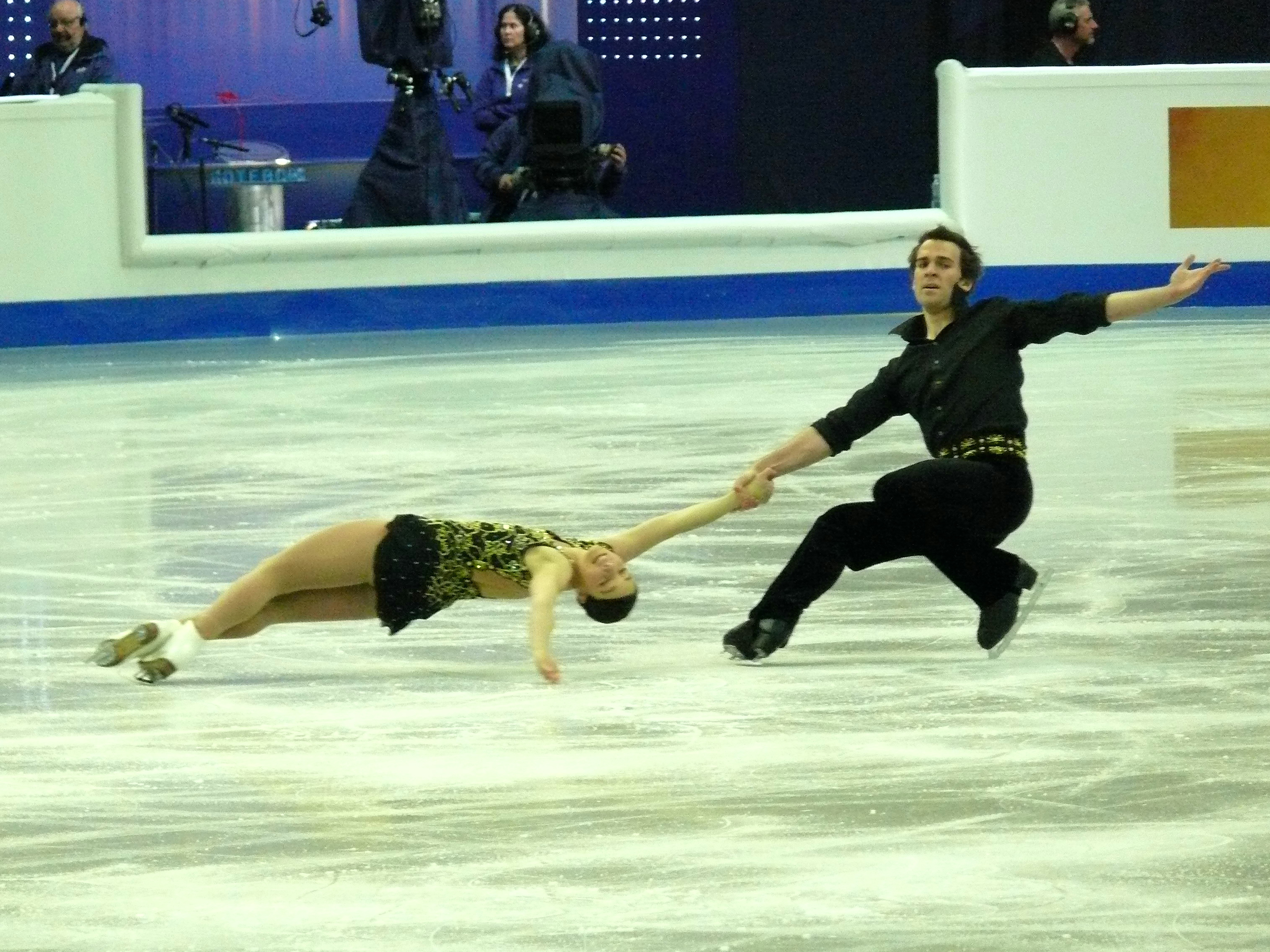
Dubé und Davison bei der Weltmeisterschaft 2008 in Göteborg

## Ergebnisse

### Paarlauf
(mit Bryce Davison)
| Wettbewerb/Wintersaison         | 2004 | 2005 | 2006 | 2007 | 2008 | 2009 | 2010 |
| ------------------------------- | ---- | ---- | ---- | ---- | ---- | ---- | ---- |
| Olympische Winterspiele         |      |      | 10.  |      |      |      | 6.   |
| Weltmeisterschaften             |      |      | 7.   | 7.   | 3.   | 7.   | 6.   |
| Vier-Kontinente-Meisterschaften |      |      |      | Z    |      | 2.   |      |
| World Team Trophy               |      |      |      |      |      | 2.   |      |
| Juniorenweltmeisterschaften     | 2.   | 2.   |      |      |      |      |      |
| Kanadische Meisterschaften      | 1.J  | Z    | 2.   | 1.   | 2.   | 1.   | 1.   |

- Z = Zurückgezogen; J = Junioren